# فيكتور برانز
فيكتور برانز (بالألمانية: Victor Bruns)‏ هو ملحن ألماني، ولد في 15 أغسطس 1904 في Solnechnoye, Saint Petersburg ‏ في روسيا، وتوفي في 6 ديسمبر 1996 في برلين في ألمانيا.

## وصلات خارجية
- الموقع الرسمي
- فيكتور برانز على موقع ميوزك برينز (الإنجليزية)